# Ганзерт
Ганзерт (нід. Ganzert) — селище в нідерландській провінції Гелдерланд. Входить до муніципалітету Бюрен. Перша згадка про селище датується 1899 роком.